# SV Dirmingen
Der SV Dirmingen (vollständiger Name: Sportverein Dirmingen e. V. 1922) ist ein Sportverein aus Eppelborn im Saarland. Der Verein wurde 1922 gegründet und bietet von der Jugend bis zum Aktiven Bereich vor allem den Mannschaftssport Fußball an.
Die Frauenfußballmannschaft des SV Dirmingen ist überregional bekannt und spielte 2007/08 und 2008/09 in der Gruppe Süd der seinerzeit zweigleisigen Bundesliga. In der Männerabteilung nimmt der Verein in einer Spielgemeinschaft unter dem Namen SG Dirmingen-Berschweiler mit zwei aktiven Mannschaften sowie einer AH am Spielbetrieb teil.
Zudem beheimatet der Sportverein aus Dirmingen auch eine Jugendabteilung im Fußball sowie eine Gymnastik-Abteilung.

## Geschichte der Frauenabteilung
Die Frauenfußballabteilung wurde 1971 gegründet und konnte bereits 1975 mit der Kreismeisterschaft den ersten Erfolg erzielen. Die Mannschaft stieg daraufhin in die Landesliga auf, welche zur damaligen Zeit die höchste Spielklasse im Saarland war. Nach einem zwischenzeitlichen Abstieg wurde 1987 der Wiederaufstieg geschafft. 1993/94 griff der Verein kurz nach der Saarländischen Meisterschaft, musste sich jedoch in einem Entscheidungsspiel dem FSV Viktoria Jägersburg mit 0:2 geschlagen geben. Drei Jahre später waren die Frauen des SVD Gründungsmitglied der Regionalliga Südwest und gewannen erstmals den saarländischen Pokal. Es folgten mehrere Saarlandpokal- und Hallenmasters-Siege.

## Frauenmannschaften

### 1. Mannschaft
Die erste Frauenmannschaft des SV Dirmingen erlebte nach der Gründung der Regionalliga eine regelrechte Achterbahnfahrt. Nach zwei Jahren Abstiegskampf wurde die Mannschaft 1999 Vizemeister. Zwei Jahre später wurde der Club Vorletzter und profitierte vom Rückzug der zweiten Mannschaft des 1. FC Saarbrücken. 2003 und 2004 wurde Dirmingen Dritter, gefolgt von zwei Vizemeisterschaften. Am Saisonende 2006/07 gelang der Mannschaft der Aufstieg in die 2. Bundesliga Süd. Nach zwei Jahren folgte dann aber der Abstieg in die Regionalliga, dem 2011 aus finanziellen Gründen der freiwillige Abstieg in die Verbandsliga Saar folgte. Im Jahre 2013 gelang der Wiederaufstieg in die Regionalliga Südwest, ehe es fünf Jahre später wieder hinunter in die Verbandsliga ging. Dort verweilte die Frauenmannschaft nur zwei Jahre, bis sie sich 2019/20 auf den ersten Platz zurück kämpften. Die Saison musste aufgrund der COVID-19-Pandemie und den damit verbundenen Verboten des Kontaktsportes abgebrochen werden, sodass die Mannschaft als Tabellenführer in die Regionalliga aufstieg. In der darauffolgenden Saison 2020/21 erreichte sie nach lediglich fünf absolvierten Spielen mit sechs Punkten den 11. Tabellenplatz, bevor die Pandemie erneut den Abbruch erzwang.

### 2. Mannschaft
In der Saison 2012/13 spielte die zweite Frauenmannschaft des SV Dirmingen in der 7er Bezirksklasse Nord und konnte den zweiten Tabellenplatz mit 102 geschossenen Toren erreichen. Im Jahr darauf wurde die Meisterschaft in der 11er Bezirksliga Nord gewonnen. Es folgten zwei Jahre Landesliga, in welcher 2016 ebenfalls die Tabellenführung und somit der Aufstieg erkämpft werden konnte. Auch in der Verbandsliga konnte sich die zweite Mannschaft etablieren, wurde 2017 Vizemeister und musste zur Saison 2018/2019 lediglich aufgrund des Abstieges der ersten Mannschaft zurück in die Landesliga. Dort platziert man sich seither im Mittelfeld.

### Ü35-Frauen
Im Wettbewerb um den DFB-Ü 35-Frauen-Cup 2015 war das Saarland erstmals vertreten. Unter der Fahne des SV Dirmingen nahmen (ehemalige) Spielerinnen des Vereins teil. Nach fünf punktverlustfreien Spielen konnte die Tabellenführung und somit die Deutsche Meisterschaft gefeiert werden. In den beiden darauffolgenden Jahren positionierten sich die SVD-Ü35-Frauen im Mittelfeld. 2018 stellte der SV Dirmingen keine Mannschaft, jedoch war das Saarland weiterhin mit ehemaligen SVD-Spielerinnen im Dress des 1. FC Riegelsberg unter dem Namen „Riegelsberg United Ü 35“ vertreten. Ein Jahr später schlossen sich beide Vereine zusammen: Unter dem Namen Tilly's Kicker spielten die Frauen zu Ehren der verstorbenen SVD-Erfolgstrainerin Christine Schirra und konnten sich gegen ein starkes Feld durchsetzen. 2019 wurde das Team in Berlin Zweiter der Meisterschaft hinter den Ü35-Frauen des FC Bayern München.

### Mädchenmannschaft
Zur Saison 2021/2022 wurde nach mehreren Jahren erneut der Aufbau der Jugendabteilung fokussiert. Dementsprechend wurde sowohl eine D- als auch eine C-Juniorinnen-Mannschaft neu gegründet und in den Spielbetrieb eingereiht.

## Erfolge
- Meister der Regionalliga Südwest 2007
- Meister der Verbandsliga Saarland 2013, 2020
- Vizemeister der Regionalliga Südwest 1998, 2005, 2006
- Saarländischer Pokalsieger 1996, 1997, 2005, 2006, 2007
- Hallenmasters (saarl. Hallenmeisterschaft) Sieger 2004, 2005, 2006, 2007, 2008, 2014, 2015
- DFB-Ü35-Cup Deutscher Meister 2015
- DFB-Ü35-Cup Deutscher-Vizemeister 2019 (Tilly's Kicker)